# De stora träden
De stora träden (engelska: The Big Trees) är en amerikansk långfilm från 1952 i regi av Felix E. Feist, med Kirk Douglas, Eve Miller, Patrice Wymore och Edgar Buchanan i rollerna. Filmen är numera inte länge skyddad av copyright och kan gratis tas ner från Internet.

## Handling
Året är 1900. Skogsmogulen Jim Fallon (Kirk Douglas) ser med giriga ögon på de enorma sequoiaträden i en oexploaterad region av norra Kalifornien. Landet är bebott av, bland andra, en religiös grupp under ledning av Bixby (Charles Meredith) som ser på träden ur ett religiöst perspektiv och vägrar att hugga ner dom. Jim blir kär i Bixbys dotter, Alicia (Eve Miller), även om det inte ändrar hans planer på att lura invånarna. När Jims högra hand Yukon Burns (Edgar Buchanan) förstår vad hans chef vill göra byter han sida och börjar motverka Jim. Invånarna kämpar tillbaka mot Jim med rättsliga medel.
Bixby dödas när ett stort sequoiaträd huggs ner av Jims män och faller på hans stuga. Jims försök att försöka rädda mannen gör att han undviker att dömas för mord. Ännu en mogul anländer till trakten, Jims rival Cleve Gregg (Harry Cording). Gregg och hans partner Frenchy LeCroix (John Archer) försöker mörda Jim men dödar Yukon istället vilket får Jim att ändra sitt synsätt och han börjar leda invånarna för att besegra Gregg och Frenchy. När Gregg och LeCroix är besegrade slår sig Jim ner i trakten och gifter sig med Alicia.

## Om filmen
Filmen har visats flera gånger i SVT, bland annat i oktober 2018.

## Rollista

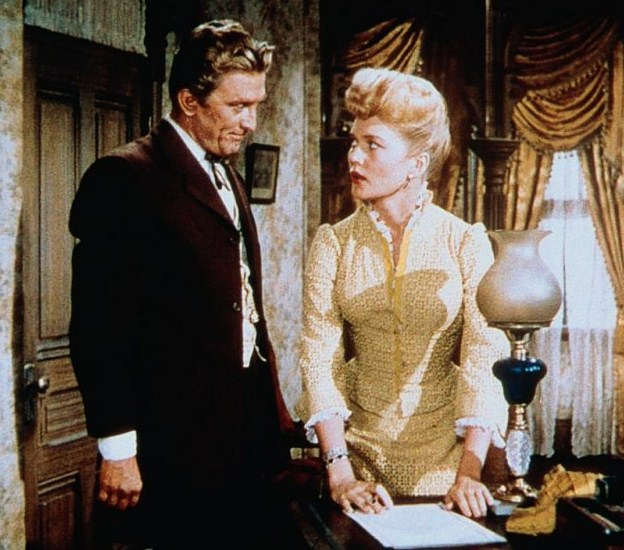
Kirk Douglas och Patrice Wymore.

| Kirk Douglas     | – Jim Fallon             |
| Eve Miller       | – Alicia Chadwick        |
| Patrice Wymore   | – Daisy Fisher/Dora Figg |
| Edgar Buchanan   | – Walter "Yukon" Burns   |
| John Archer      | – Frenchy LeCroix        |
| Alan Hale Jr.    | – Tiny                   |
| Roy Roberts      | – Judge Crenshaw         |
| Charles Meredith | – Elder Bixby            |
| Harry Cording    | – Cleve Gregg            |
| Ellen Corby      | – Sister Blackburn       |

## Produktion
Filmen var Kirk Douglas sista film för Warner Bros. Han gjorde filmen gratis i utbyte mot att studion gick med på att frigöra honom från hans kontrakt.